# Langblättrige Deutzie
Die Langblättrige Deutzie (Deutzia longifolia) ist ein aufrechter Strauch mit innen weißen und außen rosafarbenen bis purpurnen Blüten aus der Familie der Hortensiengewächse (Hydrangeaceae). Das natürliche Verbreitungsgebiet der Art liegt in China. Sie wird manchmal als Zierstrauch gepflanzt.

## Beschreibung

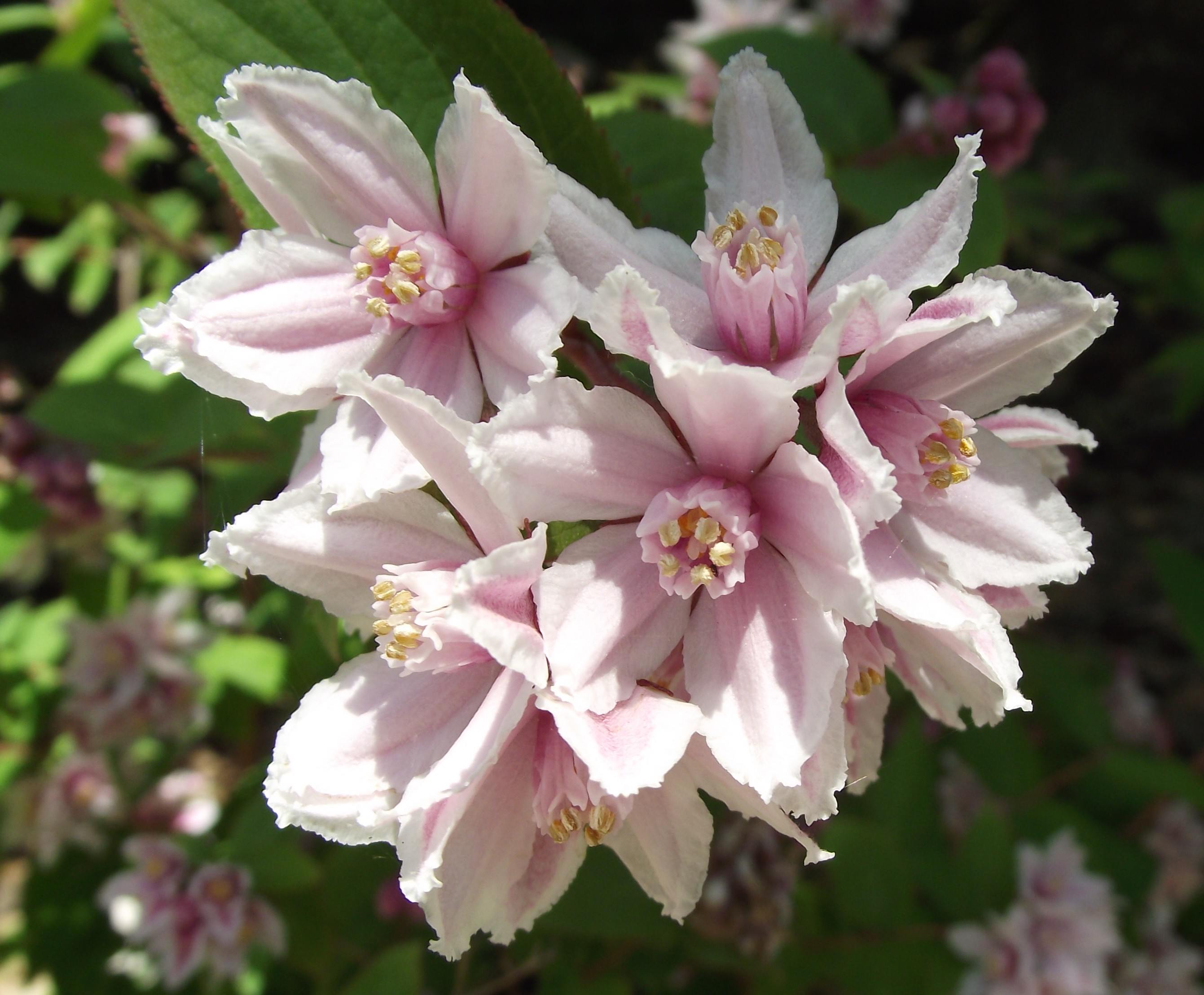
Blüten

Die Langblättrige Deutzie ist ein 1,5 bis 2 Meter hoher, aufrechter Strauch. Die Blüten tragenden Zweige sind 5 bis 15 selten bis 20 Zentimeter lang und tragen vier bis sechs Laubblätter. Die Laubblätter haben einen 3 bis 8 Millimeter langen Stiel. Die Blattspreite ist einfach, lanzettlich oder oval-lanzettlich, 3 bis 11 Zentimeter lang und 1 bis 4 Zentimeter breit, ledrig, lang zugespitzt, mit keilförmiger bis breit keilförmiger Basis und fein gesägtem Blattrand. Es werden vier bis sechs Nervenpaare gebildet. Die Blattoberseite ist rau und locker mit vier- bis sechs-, selten siebenstrahligen Sternhaaren besetzt; die Unterseite ist graugrün und dicht mit acht- bis zwölf-strahligen Sternhaaren besetzt, die Haare auf den Blattadern haben zusätzlich ein zentrales Härchen.
Die Blütenstände sind 4,5 bis 8 Zentimeter lange und 2,5 bis 6 Zentimeter breite Trugdolden aus 9 bis 12 Blüten. Der Blütenstiel ist 3 bis 12 Millimeter lang. Der Blütenbecher ist bei einem Durchmesser von 3 bis 4 Millimetern 3,5 bis 4,5 Millimeter lang und dicht mit grauen, zwölf- bis vierzehnstrahligen Sternhaaren bedeckt. Die Kelchzipfel sind lanzettlich, länglich-lanzettlich, dreieckig oder lang-dreieckig, kürzer oder gleich lang wie der Blütenbecher, mit einer bis drei Blattadern. Die Kronblätter sind rosafarben bis purpurn, oval bis verkehrt-eiförmig-oval, 10 bis 13 Millimeter lang und 6 bis 8 Millimeter breit. Die äußeren Staubblätter sind 5 bis 9 Millimeter lang. Die Staubfäden haben zwei Zähne an der Spitze, die bis zu den Staubbeuteln oder darüber hinaus reichen. Die Staubbeutel sind gestielt und länglich. Die inneren Staubblätter sind 4 bis 7 Millimeter lang. Die Staubfäden sind stumpf und zwei- bis dreigelappt an der Spitze. Die Staubbeutel wachsen außen, nahe der Mitte der Staubfäden. Die drei oder vier, selten bis sechs Griffel sind etwas kürzer oder etwa gleich lang wie die Staubblätter. Die Kapselfrüchte sind braun, halbkugelförmig, mit bleibenden, zurückgebogenen Kelchzipfeln. Sie haben Durchmesser von etwa 5 Millimeter. Die Langblättrige Deutzie blüht von Juni bis August, die Früchte reifen von September bis November.

## Vorkommen und Standortansprüche
Das natürliche Verbreitungsgebiet liegt in China in den Provinzen Gansu, Guizhou, Sichuan und im Nordosten von Yunnan. Die Langblättrige Deutzie wächst in Wäldern und Dickichten, auf Berghängen und Flussbänken in 1800 bis 3200 Metern Höhe auf mäßig trockenen, frischen oder feuchten, schwach sauren bis neutralen, sandigen Böden an lichtschattigen Standorten. Die Art ist wärmeliebend und meist frosthart.

## Systematik
Die Langblättrige Deutzie (Deutzia longifolia) ist eine Art aus der Gattung der Deutzien (Deutzia). Sie wird in der Familie der Hortensiengewächse (Hydrangeaceae) der Unterfamilie Hydrangeoideae und der Tribus Philadelpheae zugeordnet. Die Art wurde 1886 von Adrien René Franchet erstmals wissenschaftlich beschrieben. Das Artepitheton longifolia kommt aus dem Lateinischen und bedeutet „langblättrig“.
Es werden zwei Varietäten unterschieden:
- Deutzia longifolia var. longifolia mit 5 bis 11 Zentimeter langer und 1,5 bis 4 Zentimeter breiter Blattspreite, 2 bis 2,4 Zentimeter durchmessender Blütenkrone und etwa 4,5 Millimeter langem und 4 Millimeter durchmessenden Blütenbecher. Die Kelchzipfel sind lanzettlich oder länglich lanzettlich und etwas kürzer bis gleich lang wie der Blütenbecher.
- Deutzia longifolia var. pingwuensis S. M. Hwang mit 3 bis 5 Zentimeter langer und 1 bis 1,2 Zentimeter breiter Blattspreite, 1,5 bis 2 Zentimeter durchmessender Blütenkrone und etwa 3,5 Millimeter langem und 3 Millimeter durchmessenden Blütenbecher. Die Kelchzipfel sind dreieckig oder lang-dreieckig und kürzer als der Blütenbecher.

## Verwendung
Die Langblättrige Deutzie wird manchmal wegen ihrer Blüten als Zierstrauch verwendet.

## Nachweise